# Darras Hall
Darras Hall – osada w Anglii, w hrabstwie Northumberland, w civil parish Ponteland. Leży 14 km od miasta Morpeth. W 1951 roku civil parish liczyła 282 mieszkańców.